# Ocozías de Israel
Ocozías (en hebreo: אֲחַזְיָהוּ‎, romanizado: Ahazyahu o Ahaziah, lit. 'Yahveh ha sostenido' o 'Yahveh ha aferrado') fue según la Biblia, el octavo rey de Israel, sucesor de Ajab, Acab o Ahad, hijo del rey y de la reina Jezabel. Su historia se relata en el Primer libro de los Reyes 22:40, Segundo libro de los Reyes 1:1-18 y en el Segundo Libro de las Crónicas 20:35-37.

## Reinado
Gobernó en Israel entre los años 853 a 852 a. C. un periodo de casi dos años. La Biblia lo resalta por fomentar, tal como sus padres, una religión importada conocida en su conjunto como Baales  (El, Baal, Asherah, entre otros). Ocozías edifica templos al nuevo sistema de creencias que van en contra de la creencia tradicional, generando malestar entre los habitantes.
El profeta Elías expresa un castigo divino que envía muerte a sus antecesores y descendientes de continuar con la nueva religión. Ocozías tras haber caído desde una ventana se lesiona y queda encamado; resuelve, por tanto, enviar una embajada a los profetas de Baal-zebul en Ecrón (epíteto de Baal) éstos antes de llegar a este lugar se encuentran con Elías que les profetiza la muerte inminente del rey. El rey envía apresar a Elías pero estos fracasan y el rey pronto muere sin llegar a dejar descendencia directa, le sucedió en el trono su hermano Joram de Israel.
Se dice en el Segundo Libro de las Crónicas, que Ocozías estableció una alianza comercial con Judá, cooperando en la construcción de naves con destino a Tarsis, pero no llegó a completarse, como castigo a Ocozías y al rey de Judá por confiar en él. Y no conoció a su sobrino Ocozías de Judá.